# ATAK
ATAK (eigentlich Hans Georg Barber; * 10. August 1967 in Frankfurt (Oder)) ist ein deutscher Comiczeichner.

## Leben
Nach seiner Ausbildung als Schrift- und Grafikmaler gründete ATAK 1989 gemeinsam mit CX Huth, Peter Bauer und Holger Lau die Comic-Gruppe und das Comic-Magazin Renate. Von 1990 bis 1995 studierte er Visuelle Kommunikation an der Hochschule der Künste Berlin.
1999 präsentierte ATAK Einzelausstellungen bei der Galerie Schuster und Scheuermann und im Shining Labor in Berlin und nahm an Gruppenausstellungen, wie zum Beispiel der viel beachteten Mutanten – Die deutschsprachige Comic-Avantgarde der 90er Jahre in Düsseldorf, teil.
2004 lehrte ATAK im Rahmen einer Gastprofessur ein Jahr an der Hochschule für Angewandte Wissenschaften Hamburg Comic und Illustration. In einem Seminar des Fachbereichs Gestaltung entstanden die Arbeiten, die 2005 bei Reprodukt im Band Klassenfahrt erschienen. Für die Berliner Band Monoland hat ATAK gemeinsam mit seinem Bruder Martin Barber einen animierten Videoclip geschaffen.
Neben der Heftserie Wondertüte, von der sieben Ausgaben vorliegen, dem Band ATAK vs. Ahne oder dem Heft King Kong und die NATO aus der Reihe R-24, gibt es viele weitere Veröffentlichungen von ATAK, die unter anderem bei Amok, Jochen Enterprises, im Antje Kunstmann Verlag oder bei Zyankrise erschienen sind. ATAK hat verschiedene Prosatexte illustriert, unter anderen FUP von Jim Dodge, Ada von Gertrude Stein oder Der geheimnisvolle Fremde von Mark Twain, und zahlreiche Bilderbücher für Kinder und Erwachsene veröffentlicht.
Seit dem Wintersemester 2008 hat ATAK eine Professur für Illustration an der Kunsthochschule Burg Giebichenstein Halle (Saale) inne.
ATAK lebt und arbeitet als freier Künstler in Berlin. Seine Werke wurden bereits unter anderem in Basel, Helsinki, Ljubljana, Paris, Rom, Stockholm und Zürich ausgestellt.

## Veröffentlichungen
- ATAK the Flowers of Romance. Verlag Martin Barber, Berlin 1992 (100 Exemplare)
- Alice, küss den Mond, bevor er schläft. Jochen Enterprises, Berlin 1994, ISBN 3-930486-06-7.
- Wondertüte 1. Jochen Enterprises, Berlin o. J., ISBN 3-930486-33-4.
- Wondertüte 2. Jochen Enterprises, Berlin 1998, ISBN 3-930486-51-2.
- Wondertüte 3. Jochen Enterprises, Berlin 1998, ISBN 3-930486-57-1.
- Wondertüte 4. Reprodukt, Berlin 1999, ISBN 3-931377-23-7.
- Wondertüte 5/6. Reprodukt, Berlin 2000, ISBN 3-931377-32-6.
- Box Of Wonder. Stadt Osnabrück / Kunsthalle Osnabrück / Galerie Schuster & Scheuermann / Berlin / Reprodukt, 2001, ISBN 3-931377-78-4.

- King Kong und die NATO. Reprodukt, Berlin 2002, ISBN 3-931377-50-4.
- Wondertüte 7. Reprodukt, Berlin 2002, ISBN 3-931377-62-8.
- Wondertüte 8. Reprodukt, Berlin 2002, ISBN 3-931377-63-6.
- mit Ahne: ATAK vs. AHNE. AVANT-Verlag, Berlin 2002, ISBN 3-9807725-4-3.
- mit Jürgen Barber: Ortsumgehung Frankfurt: Balladen, Gedichte, Moritaten. viademica.verlag berlin, Berlin 2003, ISBN 3-932756-99-1.
- mit Fil: Mosaik, Folge 20b - Im Schatten der Bebrafaxe. Sonderausgabe anlässlich einer Live-Veranstaltung der Berliner Künstler Fil und ATAK vom März 2005 (limitiert auf 100 Stück)
- als Hrsg.: Klassenfahrt. Reprodukt, Berlin 2005, ISBN 3-938511-03-6.
- Ada. Text von Gertrude Stein, erschienen in der Reihe Die Tollen Hefte. Edition Büchergilde / Büchergilde Gutenberg, Frankfurt am Main 2005, ISBN 1-907704-05-1.
- mit Angela Lorenz, Fons Hickmann, Cyan, Anschlaege: 5X Berlin. Pyramyd, Paris 2006, ISBN 978-2-35017-035-0.
- mit Muriel Bloch: Comment la mort est revenue à la vie. Editions Thierry Magnier, Paris 2007, ISBN 978-2-84420-475-2.
- Kub. Reprodukt, Berlin 2008, ISBN 978-3-938511-78-7.
- illust_ratio 2: ATAK - Künstler und Illustrator. Kunstverein Rüsselsheim e. V. und Eigenbetrieb Bildung und Kultur der Stadt Rüsselsheim, Rüsselsheim 2008.
- mit Fil: Der Struwwelpeter: Lustige Geschichten und drollige Bilder frei nach Heinrich Hoffmann. Kein & Aber, Zürich 2009, ISBN 978-3-0369-5260-4.
- Verrückte Welt. Verlagshaus Jacoby & Stuart, Berlin 2009, ISBN 978-3-941087-24-8.
- Meanwhile… ATAK - Works from 1991–2011. Metrolit Verlag, Einbeck 2011, ISBN 978-3-8493-0023-4.
- Targets for the modern home. Ausstellungskatalog. Re:Surgo!, Berlin 2012.
- Der geheimnisvolle Fremde. Carlsen Verlag, Hamburg 2012, ISBN 978-3-551-78623-4.
- Der Garten. Verlag Antje Kunstmann, München 2013, ISBN 978-3-88897-875-3.
- Martha. Die Geschichte der letzten Wandertaube. Aladin Verlag, Hamburg 2016, ISBN 978-3-8489-0077-0.
- Der naive Krieg. Verlag Antje Kunstmann, München 2018, ISBN 978-3-95614-267-3.
- Piraten in Garten. Verlag Antje Kunstmann, München 2021, ISBN 978-3-95614-393-9.

## Ausstellungen
- 1991: Galerie Seelow, Berlin. Where is Rudolph
- 1992: Odersign Galerie, Frankfurt (Oder). ATAK - The Flowers of Romance
- 1994: Museum Eisenhüttenstadt X94, Eisenhüttenstadt. ATAK's Wunderzimmer
- 1994: Akademie der Künste, Berlin. ATAK's Wunderzimmer
- 1995: Galerie Grober Unfug, Berlin. 324290 cm2 voll Pilzköpfe, Superkings.
- 1996: Wiederhold & Mink, Berlin. ATAK's Tier-, Book- und Postershop
- 1997: Un Regard Moderne, Paris (Frankreich). Liberté à quatre sous
- 1997: Galerie Haus Schwarzenberg, Berlin. Freakshow
- 1997: Selve, Thun (Schweiz). Freakshow
- 1998: Galerie Pipifax, Zürich (Schweiz). The Toy Box
- 1998: Galerie SSK, Berlin. The Toy Box
- 1999: PS1, New York (USA). Children of Berlin
- 1999: NRW-Forum Kultur und Wissenschaft, Düsseldorf. Mutanten. Die deutschsprachige Comic-Avantgarde
- 1999: Galerie Shining, Berlin. Pop-Stille
- 1999: Galerie Himmelsreich, Magdeburg. Familienbibliothek
- 1999: Alagalleria, Helsinki (Finnland). The Toy Box
- 1999: Galerie Schuster & Scheuermann, Berlin. Märzikonen: Blumen, Bücher & Superhelden
- 2000: Arts Factory, Paris (Frankreich). Alice
- 2000: Salava di Bologna, Bologna (Italien). underground: europa chiama america
- 2000: Ljubljana (Slowenien). The Toy Box
- 2001: Galerie Schuster & Scheuermann, Berlin. Bastian vs. ATAK
- 2001: Kunsthalle Osnabrück, Osnabrück. Einführung in die Popkultur, Lektion II: Comic für Anfänger
- 2001: Galerie Wilfried von Gunten, Thun (Schweiz). Die Welt in 9 Comicheften
- 2001: Kulturforum Luzern, Luzern (Schweiz). Meisterwerke der Popkultur, Vol. II
- 2002: Neurotitan, Berlin. White Trash Carnival
- 2002: Galerie Streitenfeld, Oberursel. Alice
- 2003: Shining Labor, Berlin. ATAK - The Best of
- 2003: Salao Lisboa, Lissabon (Portugal). The Toy Box
- 2003: Galerie Streitenfeld, Oberursel. Fup & Old School
- 2003: Deutsches Haus, New York (USA). Neue Illustration - The Book And Poster Art Of Eleven German Illustrators
- 2004: Kulturhuset Stockholm, Stockholm (Schweden). The Toy Box
- 2004: Myymälä2, Helsinki (Finnland). Old School
- 2004: Arts Factory, Paris (Frankreich). Targets For The Modern Home
- 2005: Verkligheten, Umeå (Schweden). Greetings from Berlin
- 2005: Stockholm (Schweden). Stockholm Art Fair
- 2008: Kunstverein Rüsselsheim. ATAK - Künstler und Illustrator
- 2009: caricatura museum frankfurt. Superpeter - Struwwelpeter Superheld (zusammen mit Fil)
- 2009: Galerie bongoût, Berlin. ATAK vs. Blexbolex (zusammen mit Blexbolex)
- 2013: Kunsthaus Stade. Sixpack (mit 44flavours)
- 2014: Koeppenhaus, Berlin. Der geheimnisvolle Fremde (zusammen mit Franz Zauleck)
- 2015: Cartoonmuseum Basel. Atak. Das Wunder von Berlin
- 2016: Goethe-Institut, Rom. Verrückte Welt - Mondo Matto
- 2016: Ministerium für Illustration, Berlin. Ein Denkmal für Martha
- 2017: Burg Galerie im Volkspark, Halle (Saale). ATAK. Der letzte Mann (als Kurator und beteiligter Künstler)
- 2021: Ludwig Galerie Schloss Oberhausen, UNVERÖFFENTLICHT - Die Comicszene packt aus! Strips and Stories – von Wilhelm Busch bis Flix[4]